# Mistrovství světa v zápasu řecko-římském 1962
Mistrovství světa v zápasu řecko-římském proběhlo v Toledu, Spojené státy americké v roce 1962. 

## Výsledky
| Kategorie | Zlato            | Stříbro              | Bronz              |
| --------- | ---------------- | -------------------- | ------------------ |
| do 52 kg  | Sergej Rybalko   | Ignazio Fabra        | Burhan Bozkurt     |
| do 57 kg  | Masamicu Ičikuči | Omar Egadze          | Kamel Ali El-Sayed |
| do 63 kg  | Imre Polyák      | Konstantin Vyrupajev | Rıza Doğan         |
| do 70 kg  | Kazım Ayvaz      | Stevan Horvat        | James Burke        |
| do 78 kg  | Anatolij Kolesov | Bjarne Ansbøl        | Yavuz Selekman     |
| do 87 kg  | Tevfik Kış       | Krali Bimbalov       | Anatolij Kirov     |
| do 97 kg  | Rostom Abašidze  | Bojan Radev          | İsmet Atlı         |
| +97 kg    | István Kozma     | Anatolij Roščin      | Wilfried Dietrich  |